# Enteropogon paucispiceus
Enteropogon paucispiceus là một loài thực vật có hoa trong họ Hòa thảo. Loài này được (Lazarides) B.K.Simon mô tả khoa học đầu tiên năm 1984.